# Losillasaure
Losillasaurus giganteus és una espècie de dinosaure sauròpode que existí al País Valencià, i possiblement en altres parts del llevant peninsular, a finals del període Juràssic. És un animal proper al Turiasaure que va viure a finals del període Juràssic tardà, fa aproximadament 154-145 milions d'anys, al Titonià, en el que avui és la península europea. L'espècie tipus de Losillasaurus giganteus va ser descoberta a la comarca dels Serrans (País valencià), a la Formació Arenes i argiles del Collado, i formalment descrit per Casanovas, Santafé i Sanz el 2001. El material és parts del crani, vèrtebres, húmer (de 143cm aprox.), cúbit, radi, metacarpià, l'estèrnum, ílium, ísquium, pubis...
Tot i la poca recerca en matèria de la seua mida es creia originalment que mesurava entre 20 i 30 metres i pesava entre vint i trenta tones. Posteriorment l'estimació de la mida proposada per Francisco Gascó en la seva tesi és de 15 a 18 metres i 12 a 15 tones de pes. Un article del 2017 de Benson, Carrano, Hunt i Campione li dóna 47 tones de mitjana, proper a les 51 tones per a Turiasaurus Riodevensis.

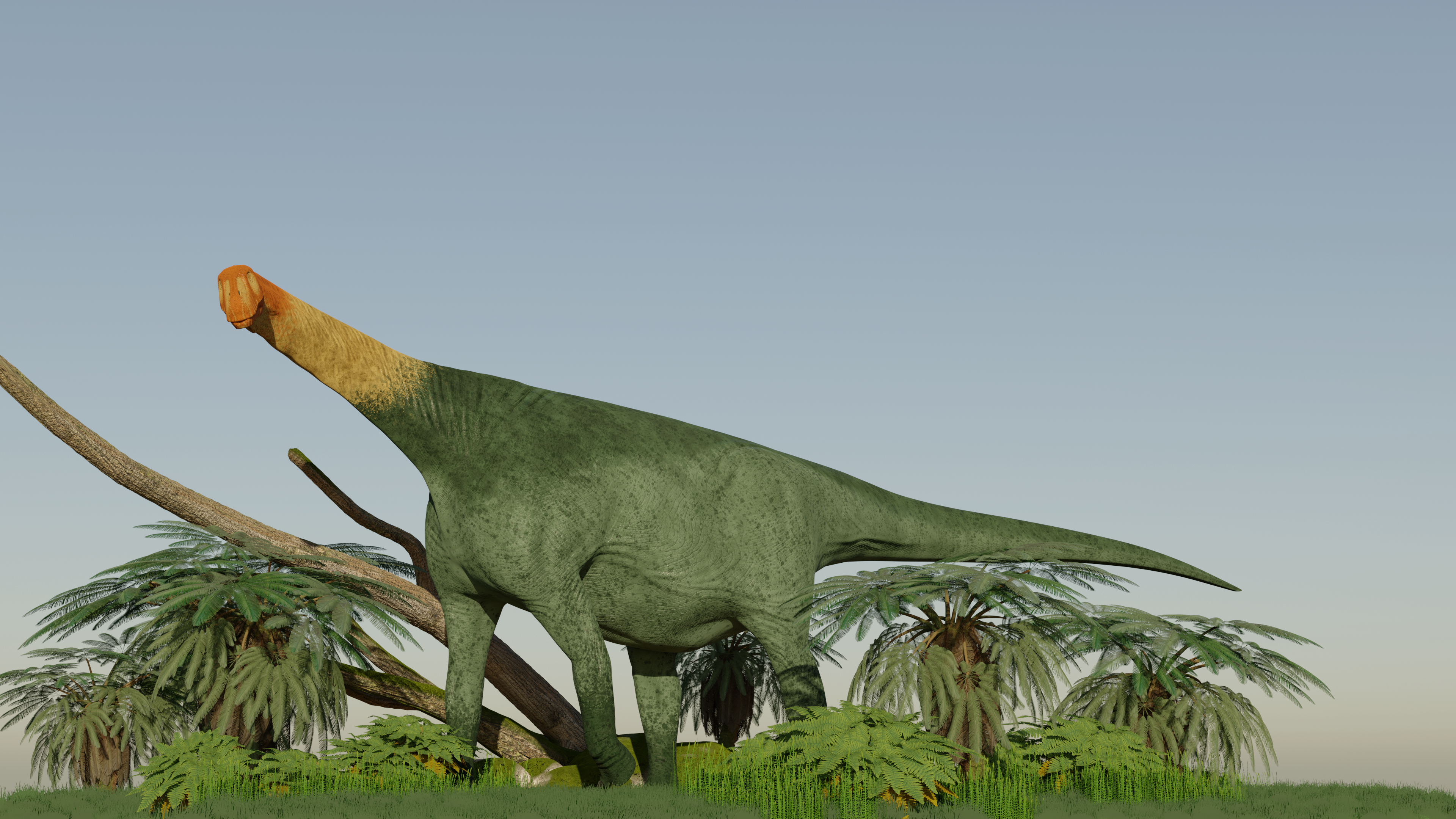
Recreació del Losillasaure, probablement l'animal terrestre més gran trobat als països catalans